# Hertia alata
Hertia alata là một loài thực vật có hoa trong họ Cúc. Loài này được (Thunb.) Kuntze mô tả khoa học đầu tiên.